# Opanas Ivanovič Bulgakov
Opanas Ivanovič Bulgakov (ukr. Опанас Іванович Булгаков , rus. Афанасий Иванович Булгаков) (Orel, Rusija, 17. travnja 1859., — Kijev, Ukrajina, 14. svibnja 1907.) je bio bogoslov, crkveni povjesničar, učenik Kijevske duhovne akademije, otac ukrajinskog pisca Mihajla Bulgakova.

## Vanjske poveznice
- Дещо про часопростір духовності Київської духовної академії[neaktivna poveznica]